# Maîtres du mal
Les Maîtres du mal (Masters of Evil) sont une équipe de super-vilains évoluant dans l'univers Marvel de la maison d'édition Marvel Comics. Créée par le scénariste Stan Lee et le dessinateur Jack Kirby, l'équipe apparaît pour la première fois dans le comic book Avengers (vol. 1) #6 en juillet 1964.
Groupe créé par le baron Heinrich Zemo, les Maîtres du mal est l'une des premières équipes de super-vilains ayant existé après la Seconde Guerre mondiale, avec la composition de l'équipe changeant continuellement au fil des ans. Leur but est l'enrichissement. Ils ont combattu de nombreux super-héros et groupes de super-héros, mais restent principalement des ennemis des Vengeurs.

## Origine
Il y eut sept versions différentes de l'équipe.

### Maîtres du mal I
Sous le commandement du Baron Zemo :
- le Chevalier noir (en) (Black Knight, Nathan Garrett)
- Melter
- l'Enchanteresse
- Skurge l'exécuteur
- l'Homme-radioactif

Ces Maîtres du mal, menés par le baron nazi Heinrich Zemo, avaient pour but de tuer Captain America. Le Baron Zemo constitua son équipe (comprenant le Chevalier noir, Melter et l'Homme-radioactif) en fonction du passé commun de ses recrues avec les Vengeurs, qu'ils piégèrent dans les rues de New York. 
Après leur défaite, Zemo réussit à s'échapper et s'allia avec deux Asgardiens (Skurge et l'Enchanteresse). Leur plan contre Thor échoua et ils furent envoyés par le marteau de Thor dans une autre dimension.
De retour en Amazonie, Zemo créa Wonder Man comme une arme contre les Vengeurs, mais celui-ci reprit le contrôle de lui-même et fut tué par Skurge. 
Heinrich Zemo ordonna aux deux Asgardiens de libérer Melter et le Chevalier noir. Mais il fut tué accidentellement par Captain America en Amérique du Sud.

### Maîtres du mal II
Sous le commandement d'Ultron :
- Melter
- l'Homme-radioactif
- Klaw
- Whirlwind

Ce second groupe fut rassemblé par le robot Ultron, la création de Henry Pym (alors Goliath). Ultron se fit passer pour Crimson Cowl et lança son équipe à l'assaut du manoir des Vengeurs. Ils capturèrent l'équipe en piégeant Jarvis, et les héros ne durent leur salut qu'au deuxième Chevalier noir. Ultron 5 s'échappa. Les autres Maîtres du mal furent encore vaincus.

### Maîtres du mal III
Sous le commandement de Tête-d'œuf :
- l'Homme-radioactif
- Whirlwind
- Opale
- le Scorpion (Mac Gargan)
- le Scarabée
- Requin-tigre
- Shocker

Cherchant des associés, Tête-d'œuf fit libérer Requin-tigre, Opale, le Scorpion et Whilrwind de prison. Mais Whirlwind chercha tout de suite à se venger de la Guêpe et les Maîtres furent battus.
Tête-d'œuf fit de nouveau sortir de prison Requin-tigre et Opale, mais engagea ensuite Shocker, l'Homme-radioactif et le Scarabée.
Cherchant à se venger de Henry Pym qui comparaissait au tribunal, il le força à travailler pour lui, mais le scientifique parvint à se libérer et mit hors d'état de nuire la totalité des Maîtres du mal. Dans le combat, Tête-d'œuf trouva la mort alors qu'il tentait de tirer sur Hank Pym. Œil-de-faucon tira une flèche dans le canon de l'arme qui explosa, tuant Tête-d'œuf.

### Maîtres du mal IV
Sous le commandement du Baron Zemo :
- Opale
- Requin-tigre
- Whirlwind
- l'Homme-absorbant
- Titania
- la Gargouille grise
- Screaming Mimi
- Pourpoint jaune
- Blackout
- le Fixer
- Mister Hyde
- Goliath
- le Démolisseur
- le Compresseur
- le Boulet
- le Bulldozer

Le fils du Baron Zemo, Helmut Zemo organisa cette équipe pour venger la mort de son père. C'était une véritable petite armée de super-criminels. À la tête de celle-ci, Zemo parvint à envahir le manoir des Vengeurs dans l'une des histoires les plus marquantes de la série (Under siege). Cette attaque plongea Hercule dans le coma, et Jarvis fut torturé.
À la suite de la tentative d'enrôler la Mangouste avortée (voir plus bas), le baron Zémo envoya de nouveau l'Homme-absorbant et Titania en mission au New Hope Mémorial Hospital afin de tuer Hercule. La Guêpe et l'Homme-fourmi (Scott Lang) présents sur les lieux réussirent à vaincre le couple de super-vilains. Lors de la contre-attaque, le Docteur Druid retourna Blackout contre Zemo. Blackout, affaibli par les manipulations mentales successives d'Opale, de Zemo et de Druid, mourut d'une rupture d'anévrisme. On retrouve dans cette équipe la base de ceux qui formeront les Thunderbolts.
Quelques jours avant l'opération visant à envahir l'hôtel des Vengeurs, le baron Zémo envoya L'Homme-absorbant et Titania à l'aéroport Laguardia chercher la nouvelle recrue des Maîtres du mal, la Mangouste. Cependant l'intervention inopportune de Spider-Man changea la donne, forçant les deux super-vilains à se débarrasser de leur déguisement de chauffeurs pour se montrer au grand jour. La Mangouste prit la décision de continuer sa route seul et profita de la confusion engendrée par le combat pour s'enfuir.

### Maîtres du mal V
Sous le commandement du Docteur Octopus :
- l'Homme-absorbant
- Titania
- Shocker
- Pourpoint jaune
- Gargantua
- Jackhammer
- Oddball
- Powderkeg
- Puff Adder

### Maîtres du mal VI
Sous le commandement de Crimson Cowl :
- Klaw
- Requin-tigre
- Cyclone
- Flying Tiger
- Man-Killer
- Aqueduct
- Bison
- le Mamba Noir
- Blackwing
- Boomerang
- Cardinal
- le Constrictor
- Dragonfly
- l'Anguille
- Phalène
- Hydro-Man
- Icemaster
- Joystick
- Lodestone
- Machinesmith
- l'Homme-singe
- Quicksand
- Scorcher
- Shatterfist
- Shockwave
- Slyde
- Sunstroke
- Supercharger

Shatterfist, apparu pour la première fois dans Thor #440 (1992), était un petit criminel qui fut équipé de gants spéciaux, lui donnant une force exceptionnelle. Avec trois complices il organisa l'attaque d'une banque mais fut surpris par Thor. Il réussit à vaincre celui-ci mais fut arrêté par un garde de sécurité qui plaça le canon de son arme sur la tempe de Shatterfist. Il combattit une seconde fois Thor qui cette fois le vainquit. Il fut plus tard recruté par Crimson Cowl au sein des Maîtres du Mal mais fut vaincu par Jolt des Thunderbolts, qui s'empara de son costume et le donna à Ajax pour que celui-ci espionne les Maîtres du Mal
Crimson Cowl II (Justine Hammer, la fille du criminel Justin Hammer) chercha à se constituer une armée de super-criminels de tous horizon pour dominer le monde des mercenaires.
Requin-Tigre, Cyclone, Man-Killer, Flying Tiger et Klaw luttèrent contre la Veuve noire, Klaw contre la Panthère noire qui gagna. Crimson Cown fit du chantage aux Thunderbolts en leur offrant une place dans son équipe. S'il refusaient, elle révèlerait à tout le monde où ils se cachaient.
Klaw fit tomber l'équipe de héros mais ils furent sauvés par Œil-de-faucon, déguisé en Dreadknight.
Justine Hammer chercha depuis ce moment à éliminer les Thunderbolts définitivement. Elle établit son QG sur le Mont Charteris et recruta l'Anguille, Joystick et Sunstroke, pour faire chanter les nations, grâce à une machine contrôlant le climat.
Klaw, Requin-tigre, Cyclone, Flying Tiger et Man-Killer furent envoyés au Nebraska pour piéger les Thunderbolts. Ils déjouèrent son plan et la suivirent dans son QG. Ils gagnèrent le combat contre l'Homme-singe, Shatterfist, le Constrictor, Lodestone et Joystick.
Crimson Cowl prit Sunstroke et Dragonfly avec elle dans un vaisseau mais Opale les terrassa, et Cyclone et Man-Killer fuirent le combat, sentant qu'ils n'avaient aucune chance.
Il sembla tout d'abord que Crimson Cowl était Dallas Riordan mais cette révélation fut dévoilée comme un leurre orchestré par Justine Hammer.

### Maîtres du mal multiversels
Sous le commandement de  Méphisto, ces personnages proviennent de différentes parties du Multivers
- Doom Supreme : un variant de Docteur Fatalis  avec les pouvoirs de Sorcier Suprême
- King Killmonger : un variant d’ Erik Killmonger
- Ghost Goblin : un variant du Bouffon vert avec les pouvoirs du  Ghost Rider
- The Black Skull : un variant de Crâne rouge devenu hôte de  Venom
- Young  Thanos : un variant juvénile du Titan fou
- Dark Phenix : un variant de  Mystique qui a reçu la force Phénix
- Berserker : un variant bestial de Wolverine
- The Iron Inquisitor : un variant d’Howard Stark qui va finir par combattre  Iron Man dans un combat très personnel[3].

Ayant conquis de nombreux univers, ces Maîtres du mal sont confrontés aux Vengeurs de la Terre 616 alliés à leurs équivalents préhistoriques.
Après la défaite de ces Maîtres du Mal et la mort de plusieurs d’entre eux, Doom Supreme va trahir Méphisto et lancer sa propre conquête avec l’armée de ses variants.

## Apparitions dans d'autres médias

### Cinéma
En 2010, l'équipe apparaît dans la série d'animation Avengers : L'Équipe des super-héros. Elle est dirigée par le Baron Zemo suivi par les asgardiens Amora l'Enchanteresse et Skurge l'Exécuteur, le Laser vivant, la Dynamo pourpre, Wonder Man, l'Abomination, la Gargouille grise et Chemistro.
Pour vaincre les Vengeurs, leur plan, planifié en amont par Loki, était de rassembler les pierres de Nornes que possédait Karnilla. Amora et Skurge accompagnent la Gargouille qui tua Karnilla en la transformant en statue. Ils récupèrent les pierres mais Amora décida d'éliminer la Gargouille.
Zemo, persuadé de régner sur les Neuf royaumes grâce aux pierres, les dissimule dans différents lieux où convergent une fracture vers les autres royaumes. Ayant détecté la signature énergétique des pierres de Nornes, les Vengeurs se rendent chacun dans les lieux et rencontrent à leur grande surprise les Maîtres du Mal. Le combat s'engage alors entre Iron Man et le Laser vivant, Captain America et la Dynamo pourpre, la Panthère noire et Wonder Man, Œil-de-faucon et Chemistro, la Guêpe et l'Abomination, Hulk et Skurge et Thor avec Zemo et l'Enchanteresse.

### Jeux vidéo
- Les Maîtres du mal apparaissent dans Marvel: Ultimate Alliance.
- Ils apparaissent aussi dans leur propre DLC pour Lego Marvel's Avengers[5].